# Freyung
Freyung è un comune tedesco di 7 069 abitanti, situato nel land della Baviera.